# Lemba bituberculata
Lemba bituberculata är en insektsart som beskrevs av Yin, X.-c. och Zhiwei Liu 1987. Lemba bituberculata ingår i släktet Lemba och familjen gräshoppor. Inga underarter finns listade i Catalogue of Life.